# 29 Batalion Celny
29 Batalion Celny – jednostka organizacyjna formacji granicznych II Rzeczypospolitej.

## Formowanie i zmiany organizacyjne
Na podstawie rozkazu Ministra Spraw Wojskowych L.7300/Mob. z dnia 9 czerwca 1921 w miejsce batalionów etapowych utworzone zostały bataliony celne. 29 batalion celny powstał w Brześciu Litewskim, a zorganizowano go na bazie II Warszawskiego batalion etapowego i IV Warszawskiego batalionu etapowego. Etat batalionu wynosił 14 oficerów i 600 szeregowych. Podlegał Ministerstwu Spraw Wewnętrznych.
Mimo że batalion był w całym tego słowa znaczeniu oddziałem wojskowym, nie wchodził on w skład pokojowego etatu armii. Uniemożliwiało to uzupełnianie z normalnego poboru rekruta. Ministerstwo Spraw Wojskowych zarówno przy ich formowaniu, jak i uzupełnianiu przydzielało mu często żołnierzy podlegających zwolnieniu, oficerów rezerwy oraz szeregowców i oficerów zakwalifikowanych przez dowództwa okręgów generalnych jako nie nadających się do dalszej służby wojskowej.
W listopadzie 1921 Ministerstwo Spraw Wewnętrznych postanowiło powołać brygady celne. 29 batalion celny znalazł się w strukturze 9 Brygady Celnej.
Wykonując postanowienia uchwały Rady Ministrów z 23 maja 1922, Minister Spraw Wewnętrznych rozkazem z 9 listopada 1922 zmienił nazwę „Baony Celne” na „Straż Graniczna”. Wprowadził jednocześnie w formacji nową organizację wewnętrzną. Z początkiem 1923 batalion został rozwiązany(?).

## Służba celna
Odcinek batalionowy podzielony był na cztery pododcinki, które obsadzały kompanie wystawiające posterunki i patrole. Posterunki wystawiano wzdłuż linii granicznej w taki sposób, by mogły się nawzajem widzieć w dzień. W tym zakresie batalion współpracował z posterunkami i patrolami Policji Państwowej. Współpraca polegała na tym, że te pierwsze wystawiały wzdłuż linii granicznej stale posterunki i patrole, natomiast policja tworzyła je w głębi strefy, poza linią graniczną. W zakresie ochrony granicy batalion podlegał staroście.
W lipcu 1922 batalion stał „w rezerwie”. W jego strukturach zdecydowano utworzyć nieetatową szkołę podoficerską. Kadrę szkoły miały wydzielić również pozostałe bataliony celne. Po przeszkoleniu batalion powrócił do pełnienia służby granicznej i pełnił ją do chwili rozwiązania.
Sąsiednie bataliony
- 33 batalion celny ⇔ 34 batalion celny – IX 1921
- 37 batalion celny ⇔ 34 batalion celny – XII 1921[11]

## Kadra batalionu
Dowódcy batalionu
| stopień         | imię i nazwisko                | okres pełnienia służby | kolejne stanowisko |
| --------------- | ------------------------------ | ---------------------- | ------------------ |
| ppłk piech.     | Eugeniusz Grzegorz Pieczkowski | od IX 1921 – VII 1922  |                    |
| kpt.            | Aleksander Morozoff            | od VIII – IX 1922      |                    |
| por. rez. żand. | Zygmunt Meyer                  | od IX 1922             |                    |

## Struktura organizacyjna
| Ordre de Bataille 29 batalionu celnego w Hrycewiczach na dzień 1 września 1921 | Ordre de Bataille 29 batalionu celnego w Hrycewiczach na dzień 1 września 1921 | Ordre de Bataille 29 batalionu celnego w Hrycewiczach na dzień 1 września 1921 | Ordre de Bataille 29 batalionu celnego w Hrycewiczach na dzień 1 września 1921 | Ordre de Bataille 29 batalionu celnego w Hrycewiczach na dzień 1 września 1921 |
| kompania                                                                       | 1. Hrycewicze                                                                  | 2. Morocz                                                                      | 3. Jodczyce                                                                    | O.K.M. Sobaczki                                                                |
| ------------------------------------------------------------------------------ | ------------------------------------------------------------------------------ | ------------------------------------------------------------------------------ | ------------------------------------------------------------------------------ | ------------------------------------------------------------------------------ |
| dowódcy                                                                        | por. Michał Wargird                                                            | ppor. Władysław Ignatowski                                                     | por. Jerzy Gorzkowski                                                          | ppor. Henryk Bilewski                                                          |
| warta                                                                          |                                                                                | Wieliczkowicze                                                                 | Nowe Mokrany                                                                   |                                                                                |
| warta                                                                          |                                                                                | Duży Rożyn                                                                     | Czeczowice                                                                     |                                                                                |
| warta                                                                          |                                                                                | Nowy Rożyn                                                                     | Wielkie Bałwany                                                                |                                                                                |
| warta                                                                          |                                                                                | Kołki                                                                          | Korzeniowszczyzna                                                              |                                                                                |
| warta                                                                          |                                                                                | Golinowo                                                                       | Kasiuty                                                                        |                                                                                |
| warta                                                                          |                                                                                | Prochody                                                                       |                                                                                |                                                                                |
| warta                                                                          |                                                                                | Sorakowce                                                                      |                                                                                |                                                                                |
| warta                                                                          |                                                                                | Smolicze                                                                       |                                                                                |                                                                                |
| warta                                                                          |                                                                                | Marusin                                                                        |                                                                                |                                                                                |
| warta                                                                          |                                                                                | Łosowicze                                                                      |                                                                                |                                                                                |
| warta                                                                          |                                                                                | Kukowicze                                                                      |                                                                                |                                                                                |
| warta                                                                          |                                                                                | Cepry                                                                          |                                                                                |                                                                                |
| warta                                                                          |                                                                                | Blatczyn                                                                       |                                                                                |                                                                                |
| Ordre de Bataille 29 batalionu celnego w Klecku na dzień 30 września 1922      |                                                                                |                                                                                |                                                                                |                                                                                |
| kompania                                                                       | 1. Matusze                                                                     | 2. Jodczyce (Jodczyki)                                                         | 3. Radziwiłmonty                                                               | 4. Ciekałowszczyzna                                                            |
| dowódcy                                                                        | por. Stanisław Kremes                                                          | por. Władysław Grzeszko                                                        | por. Apanasewicz                                                               | por. Jasiński                                                                  |
| placówka                                                                       | Nr 9 Korzeniowszczyzna                                                         | Nr 1 Ostaszyn                                                                  | Kompania na szkoleniu                                                          | Nr 14 Smolicze                                                                 |
| placówka                                                                       | Nr 10 Kasiuty                                                                  | Nr 2 Ciecierowiec                                                              | Kompania na szkoleniu                                                          | Nr 15 Smolicze                                                                 |
| placówka                                                                       | Nr 11 Kukozy                                                                   | Nr 3 Jodczyce                                                                  | Kompania na szkoleniu                                                          | Nr 16 Marysin                                                                  |
| placówka                                                                       | Nr 12 Leśniczówka                                                              | Nr 4 Jodczyce                                                                  | Kompania na szkoleniu                                                          | Nr 17 Łozowicze                                                                |
| placówka                                                                       |                                                                                | Nr 5 Sustyń                                                                    | Kompania na szkoleniu                                                          | Nr 18 Łozowicze                                                                |
| placówka                                                                       | Nr 6 Chołownia                                                                 |                                                                                | Kompania na szkoleniu                                                          |                                                                                |
| placówka                                                                       | Nr 7 Bałwań                                                                    |                                                                                | Kompania na szkoleniu                                                          |                                                                                |
| placówka                                                                       | Nr 8 Bałwań                                                                    |                                                                                | Kompania na szkoleniu                                                          |                                                                                |